# Jean Heidmann
Jean Heidmann (18 mai 1923 - 3 juillet 2000) est un astronome français.
En 1946, il est engagé par Louis Leprince-Ringuet dans son laboratoire de physique dans le cadre d'un programme de recherche sur le rayonnement cosmique.
Jean Heidmann est connu pour avoir participé à la recherche SETI à partir des années 1980.

## Ouvrages
En français
- 1973 : Introduction à la cosmologie, Éditions PUF.
- 1979 : Au-delà de notre Voie lactée, Éditions Hachette.
- 1983 : À la recherche des extra-terrestres (avec Jean-Claude Ribes), Éditions Nathan ; réédition en 1989.
- 1984 : La Cosmologie moderne (collaboration), Éditions Masson ; réédition en 1988.
- 1986 : L'Odyssée Cosmique, Éditions Denoël.
- 1990 : La vie dans l'univers, Éditions Hachette.
- 1992 : Intelligences extra-terrestres, Éditions Odile Jacob ; réédition en 1996.
- 2000 : Sommes-nous seuls dans l'univers ? (collaboration), Éditions Fayard.

En anglais
- 1982 : Extragalactic adventure. Our strange universe, Éditions Cambridge University Press.
- 1989 : Cosmic Odyssey, Éditions Cambridge University Press.
- 1995 : Extraterrestrial Intelligence, Éditions Cambridge University Press.

Source : voir ce lien, page 5 (4/15) Bibliographie de Jean Heidmann : ()